# Cộng hòa Liên bang Séc và Slovakia
Sau Cách mạng Nhung cuối năm 1989, Tiệp Khắc lấy tên quốc gia chính thức và tồn tại trong thời gian ngắn Cộng hòa Liên bang Séc và Slovakia (tiếng Séc: Česká a Slovenská Federativní Republika, tiếng Slovak: Česká a Slovenská Federatívna Republika, viết tắt là ČSFR) trong thời gian từ ngày 23 tháng 4 năm 1990 cho đến ngày 31 tháng 12 năm 1992, khi đất nước bị giải thể thành Cộng hòa Séc và Cộng hòa Slovakia. Thời kỳ này cũng được gọi là Đệ Ngũ Cộng hòa Tiệp Khắc.

## Lịch sử
Vào cuối năm 1989, với sự sụp đổ của Khối phía Đông, Cách mạng Nhung đã chấm dứt Cộng hòa Xã hội chủ nghĩa Tiệp Khắc. Quốc hội bãi bỏ hiến pháp của chế độ cộng sản vào ngày 28 tháng 12, Alexander Dubček, cựu người truyền cảm hứng cho Mùa xuân Praha, trở thành chủ tịch Quốc hội; ngày hôm sau Václav Havel, một cựu bất đồng chính kiến, được bầu làm tổng thống. Marián Čalfa, một thành viên của Đảng Cộng sản Tiệp Khắc cho đến khi giải thể năm 1991, chiếm vị trí thủ tướng và đảm bảo quá trình chuyển đổi dân chủ.
Các cuộc thảo luận về tên tương lai của đất nước bắt đầu ngay lập tức,người Slovakia yêu cầu thông qua tên chính thức cho Cộng hòa Liên bang Séc Slovak (Česko-slovenská federatívna republika) và sử dụng tên tiếng Séc-Slovak. Một thỏa thuận đã đạt được để chấm dứt tranh cãi, được gọi là "Chiến tranh gạch nối", và đất nước đã được đổi tên vào tháng tư thành Cộng hòa Séc và Cộng hòa Slovakia theo luật hiến pháp. Cộng hòa Xã hội chủ nghĩa Séc và Slovakia, hai quốc gia đã tạo dựng nên liên bang, sẽ trở thành các Cộng hòa Séc và Slovakia, tương ứng.
Đời sống chính trị ở Tiệp Khắc được đánh dấu bằng một sự tách biệt ngày càng tăng giữa người Séc và người Slovakia. Người Séc và người Slovak không đồng ý với hình thức chính phủ, với Prague tìm kiếm sự kiểm soát lớn hơn, trong khi người Slovakia muốn phân cấp nhiều hơn. Những khác biệt này sẽ dẫn đến các cuộc đàm phán sẽ dẫn đến việc giải thể Tiệp Khắc vào ngày 31 tháng 12 năm 1992, được Vladimír Mečiar (lãnh đạo chính phủ Slovakia) và Václav Klaus (người đứng đầu chính phủ Séc) đồng ý.